# Élections législatives japonaises de 1932
Les élections législatives japonaises de 1932 (第18回衆議院議員総選挙, Dai-juhachi Shūgiin Giinsōsenkyō) sont les dix-huitièmes organisées après l'avénement de l'empire du Japon et ont pour but d'élire les membres de la chambre des représentants de la Diète du Japon. Elles ont lieu le 20 février 1932. Il s'agit des dernières élections avant l'incident du 15 mai qui marque la fin temporaire du système des partis au Japon.
En 1931, le parti dominant Minseitō s'oppose à l'incident de Mukden orchestré par l'armée. Le ministre des Affaires étrangères Kijūrō Shidehara, pacifiste convaincu, ainsi que le premier ministre Wakatsuki Reijirō, sont critiqués pour leur intervention dans les affaires militaires et sont accusés de « sérieuse corruption ». Après la démission du gouvernement Reijirō, plusieurs membres d'extrême-droite du parti dominant forment une coalition avec l'opposition Seiyūkai et élisent Inukai Tsuyoshi comme premier ministre.
Avant les élections, plusieurs hommes d'affaires et candidats sont assassinés par des militants d'extrême-droite.
Ces élections sont les premières du Japon à être télévisées en direct.

## Résultats

En dépit des assassinats de politiciens pacifistes, le parti Minseitō devient impopulaire à cause de sa mauvaise gestion lors de la Grande Dépression. Le parti Seiyūkai, mené par le premier ministre Inukai Tsuyoshi, remporte une victoire écrasante, avec un taux de participation de 81,68 %.
| Partis politiques                                                                      | Votes     | %       | +/-     | Sièges | +/-  |
| -------------------------------------------------------------------------------------- | --------- | ------- | ------- | ------ | ---- |
| Association des amis du gouvernement constitutionnel (立憲政友会, Rikken Seiyūkai)     | 5 683 137 | 58,20 % | +20,51  | 301    | +127 |
| Parti démocratique constitutionnel (立憲民政党, Rikken Minseitō)                       | 3 442 326 | 35,25 % | -17,23  | 146    | -127 |
| Parti socialiste du peuple (社会民衆党, Shakai minshūtō)                               | 125 758   | 1,29 %  | -0,38   | 3      | +1   |
| Parti national populaire ouvriers-paysans (ja) (全国労農大衆党, Zenkoku rōnō taishūtō) | 127 459   | 1,31 %  |         | 2      |      |
| Parti de la réforme                                                                    | 36 839    | 0,38 %  | -0,15 % | 2      | -1   |
| Autres                                                                                 | 1 445     | 0,01 %  |         | 0      |      |
| Indépendants                                                                           | 347 668   | 3,56 %  | +0,45 % | 12     | +7   |
| Votes valides                                                                          | 9 764 632 | 100 %   | 466     |        |      |
| Votes invalides                                                                        | 49 036    |         |         |        |      |
| Total                                                                                  | 9 813 668 |         |         |        |      |

- (en) Cet article est partiellement ou en totalité issu de l’article de Wikipédia en anglais intitulé « Japanese general election, 1932 » (voir la liste des auteurs).